# 大宅大国
大宅 大国（おおやけ の おおくに）は、奈良時代の貴族。姓は朝臣。官位は従四位下・摂津守。

## 経歴
従五位下に叙爵後、和銅7年（714年）上野守、養老4年（720年）摂津守と元明朝から元正朝にかけて地方官を歴任する。
神亀元年（724年）聖武天皇の即位後間もなく、二階昇進して正五位上に叙せられると、神亀5年（728年）従四位下と、聖武朝初期の長屋王政権下で順調に昇進した。
神亀6年（729年）に発生した長屋王の変以降は叙位任官の記録がなく、変で失脚したか。天平9年（737年）6月10日に平城京で天然痘が流行する中で卒去。最終官位は散位従四位下。

## 官歴
『続日本紀』による。
- 時期不詳：従五位下
- 和銅7年（714年） 10月13日：上野守
- 養老4年（720年） 10月9日：摂津守
- 時期不詳：従五位上
- 神亀元年（724年） 2月22日：正五位上
- 神亀5年（728年） 5月21日：従四位下
- 天平9年（737年） 6月10日：卒去（散位従四位下）